# Бамбуки
Бамбуки (Bambuseae) — триба вічнозелених багаторічних рослин підродини бамбукових (Bambusoideae) родини тонконогових (Poaceae). Налічує 11 підтриб, 73 роди і 966 видів.
Формуючи широкі бамбукові ліси, в основному, ростуть в низинах. В окремих випадках в тропічних гірських лісах або на високогірних полях.
Деякі з його представників — гігантські, найбільші у світі трави, молоді пагони деяких з них можуть рости понад 1 метр за день. Вони мають велике господарське значення в Східній Азії як продукт харчування і у зв'язку з широким використанням як будівельного матеріалу у садівництві.[джерело?]

## Підтриби
- Melocanninae
- Hickeliinae
- Bambusinae
- Racemobambosinae
- Dinochloinae
- Greslaniinae
- Holttumochloinae
- Temburongiinae
- Chusqueinae
- Guaduinae
- Arthrostylidiinae